# جیسون اورز
جیسون اورز (انگلیسی: Jason Evers; ۲ ژانویهٔ ۱۹۲۲ – ۱۳ مارس ۲۰۰۵) بازیگر اهل ایالات متحده آمریکا بود. وی بین سال‌های ۱۹۴۳ تا ۱۹۹۰ میلادی فعالیت می‌کرد.
از فیلم‌هایی که وی در آن نقش داشته‌است، می‌توان به فرار از سیاره میمون‌ها، کلاه‌سبزها و قل ترسناک ۲ اشاره کرد.